# Магача
Магача, Мэгэч, в верховье Мегек (амх. መገጭ) — река на севере Эфиопии на территории зоны Северный Гондэр региона Амхара. Впадает в озеро Тана на высоте 1830 метров над уровнем моря. Длина реки составляет 75 километров, площадь водосборного бассейна — 850 км².
Основными притоками Магача являются Малый Ангереб, Кеха, Шинта, Димаза, Гильгель-Мегеч и Визаба. Долина реки сформирована вулканическими породами.
На реке расположено водохранилище Ангереб, используемое для водоснабжения города Гондэр.